# Oreopanax epremesnilianus
Oreopanax epremesnilianus là một loài thực vật có hoa trong Họ Cuồng cuồng. Loài này được (André) André mô tả khoa học đầu tiên năm 1884.